# 尼古拉·卡比博
尼古拉·卡比博（義大利語：Nicola Cabibbo，1935年4月10日—2010年8月16日），意大利物理学家。1983年至1992年间他曾任意大利国家核物理研究院（INFN）院长。从1993年起至今，他是宗座科学院的院长。

## 生平
卡比博以核子弱作用的工作出名。他在此领域的主要工作源于对以下二个现象的解释：
1. 上夸克和下夸克间，电子和电子型中微子间，以及μ子和μ子型中微子间有相似的转移强度；
2. 奇异数改变过程的强度大约是奇异数守恒过程的1/4。

为解决第一个问题，他提出了弱作用普适性假说，即不同代粒子弱作用耦合强度的相似性。对第二个问题，他提出了下夸克和奇异夸克间的混合角{\displaystyle \theta _{c}}。现在此角被称为卡比博角。
1973年在发现第三代夸克之前，小林诚和益川敏英把卡比博的工作推广到卡比博-小林-益川矩阵。2008年他们也由此获得了诺贝尔物理学奖。许多物理学家对诺贝尔委员会这一决定非常不满。当被问到对诺贝尔奖的反应时，卡比博不做任何评论。但据接近他的人说，他对诺贝尔委员会怀有很大怨恨。
现今卡比博的研究主要是超级计算机在现代物理实验中的应用。